# Engelbert Rodošek
Engelbert Rodošek (tudi Berti oz. Berty), slovenski skladatelj, dirigent, aranžer in producent, * 11. julij 1943, Gradec, Avstrija, † 14. avgust 2017, Zürich, Švica.
Glasbo je študiral na Visoki šoli za glasbo v Gradcu. Živel in deloval je v Zürichu (Švica). Je »oče« festivala Vesela jesen in Melodij morja in sonca. Njegov opus šteje okoli 400 glasbenih del. V Mariboru je vodil ansambel Bertija Rodoška, v Ljubljani pa je bil član Mladih levov in Črnih vran.
Med njegova najuspešnejša dela sodijo: Štajer'c, Prlek, Nazdravimo prijateljstvu, Obrtniki, Tople julijske noči, Vsak po svoje naj si poje, Bolfenk, Črke lažejo, Polka, valček, Rock & Roll, Mamici...
Največ glasbenih del je napisal za Alfija Nipiča, Ota Pestnerja, New swing quartet, Henčka, Jožeta Koblerja, ...